# Vlag van Wormerland

Vlag van de gemeente Wormerland

De vlag van Wormerland is de gemeentelijke vlag van de Noord-Hollandse gemeente Wormerland. Het is niet bekend wanneer de vlag officieel is vastgesteld. De beeltenis van de vlag is afkomstig van het gemeentewapen. De beschrijving luidt:
Een blauw veld met op de scheidingslijn van broek en vlucht een witte lepelaar, gebekt en gepoot van zwart.

## Verwante afbeelding

Wapen van Wormerland

Aalsmeer · Alkmaar · Amstelveen · Amsterdam · Bergen · Beverwijk · Blaricum · Bloemendaal · Castricum · Den Helder · Diemen · Dijk en Waard · Drechterland · Edam-Volendam · Enkhuizen · Gooise Meren · Haarlem · Haarlemmermeer · Heemskerk · Heemstede · Heiloo · Hilversum · Hollands Kroon · Hoorn · Huizen · Koggenland · Landsmeer · Laren · Medemblik · Oostzaan · Opmeer · Ouder-Amstel · Purmerend · Schagen · Stede Broec · Texel · Uitgeest · Uithoorn · Velsen · Waterland · Wijdemeren · Wormerland · Zaanstad · Zandvoort